# المضيف (فلم 2013)
المضيف (بالإنجليزية: The Host) هو فيلم مغامرة أُصدر في الولايات المتحدة سنة 2013.

## طاقم التمثيل
- سيرشا رونان
- جاك ابيل
- فرانسيس فيشر

## القصة
تدور أحداث الفيلم حول ظهور عدو غير مرئي يحاول غزو العالم، واستهداف عقول البشر فقط دون الالتفات إلى أجسادهم، بحيث يصبح البشر مجرد أجساد تستضيف هؤلاء الغزاة الذين يسيطرون على عقولهم.

## الميزانية والإيرادات
بلغت تكلفة إنتاج الفيلم حوالي 40 مليون دولار بينما حقق أرباحاً تقدر بـ 48,227,201 دولار.

## روابط خارجية
- مقالات تستعمل روابط فنية بلا صلة مع ويكي بيانات